# フェルディナント・ピエヒ

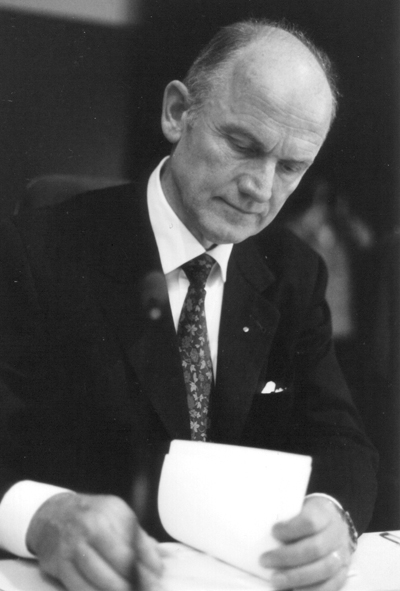
フェルディナント・ピエヒ

フェルディナント・カール・ピエヒ（Ferdinand Karl Piëch,1937年4月17日 - 2019年8月25日）は、オーストリアの技術者、経営者。ウィーン生まれ。
ポルシェ、アウディで活動の後、フォルクスワーゲンの取締役会会長を経て、2015年4月25日まで、同社監査役会長。ポルシェの大株主として、またオーストリアにおけるフォルクスワーゲン販売会社の大株主として、両社株式のそれぞれ10 %以上を保有していた。

## 人物
母は、名作フォルクスワーゲン・ビートル等を手掛け、戦後ポルシェを創業したフェルディナント・ポルシェの娘、ルイーゼ・ピエヒ。父はフェルディナントのビジネス・パートナーだった弁護士のアントン・ピエヒ（ドイツ語: Anton Piëch）。
技術者・経営者として精力的に活動するが、性格は風変わりで刺々しく、自動車一族であるポルシェ家の他のメンバーとの関係も良好ではないとされる。私生活では、4人の女性との間に12人の子供を持つ。
極端なマスコミ嫌いで、華々しく活躍した経営者でありながら大手メディアには殆ど登場しない。日本で単独インタビューに成功したのは自動車専門誌のカーグラフィック（2000年10月号・2002年4月号）と日刊工業新聞（2001年3月27日付）だけとされている。

## 経歴
小学校の2年で母親によりスイス・サンモリッツ山中の寄宿学校に入学させられる。自伝によればこれは文章の読み書きに関する心理的言語障害によるもので、成人して後も連続して３つの文章を話すことが困難だったとされる。同校は小中高教育のエリート的、徹底した性格鍛錬による質実剛健を目的とした校風で、門限や寄宿舎外での金銭の使い方に監視の目がおよんだという。寄宿学校での経験は「他人への極端な不信感」と「全てにおいて自分のみを信じる」強烈な自我意識、意思貫徹能力、自由奔放で破天荒な態度や行動を強化した。大学時代の22歳で女友達に子供ができ、彼女とは5人の子供を儲け、のち離婚と再婚を繰り返し、計4人の妻との間にさらに7人の子供を得た。子供のうち2人はポルシェ家の従兄弟の妻との間の子供であり、この妻とも離婚した。こういう行為はポルシェ家系の人々を大きく傷つけたと考えられている。
当初、ロケットと航空機に興味を持っていたピエヒは、チューリッヒ工科大学で修士号を修得した。1963年、一族が支配するポルシェに入社しポルシェ・904、908、910、917の設計に携わるなど技術者として活躍していた。とりわけ917型レーシングカーがルマン耐久レースに初めて参加し、70-71年に連続して優勝したことは彼の技術者としての名声を確立した。この時代のフォルクスワーゲンとの関わりでは、ビートルの後継車として開発されていたEA266の開発責任者がピエヒであった。しかし、同族経営の弊害を防ぐために一族を役員から排除する内規が制定されたことに伴い、退社した（従兄弟のフェルディナント・アレクサンダー・ポルシェがポルシェデザインを設立し独立したのも、同じ理由から）。ポルシェ退社後はダイムラー・ベンツのコンサルタントを務め、直列5気筒エンジンの研究を行っていた。
1972年、アウディに開発担当重役として移籍し、4WDシステム『クワトロ』を開発、アウディ・クワトロによりWRC総合優勝などの業績を残した。また直列5気筒ターボエンジン、空力重視のデザイン、アルミボディの開発など、他のメーカーが二の足を踏む中で強烈な独自性を発揮し、同社を躍進させた結果、1988年に同社取締役会会長に就任した。
アウディと同じ直列5気筒エンジンを縦置きする前輪駆動車ホンダ・インスパイアが登場した1989年には、同車に試乗する目的のみで来日。試乗に同乗したフリーランスライターの河原良雄によると、ピエヒはトラクション性能を確かめるために周辺道路で加減を繰り返した後、「回転はスムーズだし、振動もよく抑え込んでる。ホンダはいい仕事をした」と語ったという。また、「5気筒は必要ですか?」という河原の質問に対して、「6気筒の方が良いに決まってるだろう。5気筒はエンジニアの意地だよ」と答えている。
1993年、フォルクスワーゲン・グループの中核企業で、アウディの親会社に当るフォルクスワーゲンの会長に就任し、2002年まで同職を務めた。その間、同グループの高級化路線を推し進め、ベントレー、ランボルギーニ、ブガッティといった高級スポーツカーメーカーやブランドを次々と買収した。
2002年、ベルント・ピシェッツリーダーに取締役会会長を譲り、監査役会会長に退いた。同年ヴィルヘルム・エクスナー・メダル受賞。
2015年4月25日、ピエヒは監査役会会長職を突如辞任した。マルティン・ヴィンターコルンCEOの任期を巡り他の役員らと対立して孤立していたという。
2019年8月25日、ビルトの報道によると、南部バイエルン州のレストランで倒れ、病院に搬送の後、死去。82歳没。

## 自動車一族
ピエヒ家はポルシェ家の女系の傍流にあたり、両家併せてフォルクスワーゲン・グループを支配している。総資産は4000億米ドル以上とされる。
- 第1世代
  - フェルディナント・ポルシェ - 祖父。ポルシェ創業者。ビートルを設計。
- 第2世代
  - フェルディナント・アントン・エルンスト・ポルシェ （フェリー） - 叔父。元・ポルシェ社長。ポルシェ・356を設計。
  - ルイーゼ・ピエヒ - 母親。フォルクスワーゲンとポルシェ、両方のビジネスに係わった。
- 第3世代
  - フェルディナント・アレクサンダー・ポルシェ （ブッツィー） - 従兄弟。ポルシェ・911（901）を設計。「ポルシェ・デザイン」を設立。
  - ヴォルフガング・ポルシェ - 従兄弟。2007年からポルシェ監査役会会長。
  - フェルディナント・ピエヒ

## 文献情報
- 吉森賢「フォルクスワーゲン社とポルシェ社」(横浜経営研究、第35巻、第4号、2015)